# Șovinism
Șovinismul (din franceză chauvinisme) este o atitudine politică constând în afirmarea superiorității unei națiuni asupra altora, în manifestarea exclusivismului și intoleranței naționale, care se bazează pe un naționalism extremist, care are drept scop ațâțarea vrajbei naționale și a urii între popoare sau între naționalități conlocuitoare, propagarea rasismului și exclusivismului național.
Șovinismul de mare putere denotă anumite doctrine și practici politice folosite de către un stat, în mod aberant, în care o națiune se pune pe sine, în propriul său imaginar colectiv și în propria sa mitologie politică, mai presus decât toate celelalte națiuni. 

## Etimologie
Cuvântul provine de la numele lui Nicolas Chauvin, un recrut patriot exaltat din armata lui Napoleon I, despre care se spune că ar fi fost rănit de 17 ori în lupte. Idealismul său exacerbat a fost ridiculizat în comedia La Cocarde tricolore (1831, Paris) scrisă de frații Theodore și Hyppolyte Cogniard, unde apărea afirmația "je suis français, je suis Chauvin" (sunt francez, sunt șovin), temă reluată și caricaturizată apoi în numeroase vodeviluri, ocazie cu care s-a impus termenul de Chauvinisme (șovinism), desemnând un patriotism excesiv, total, care se manifestă printr-o admirație sinceră, dar oarbă, nelimitată, necritică, pentru patria sa.

## Situația din România
În România, propaganda naționalist șovină este o infracțiune care face parte din categoria infracțiunilor care aduc atingere unor relații privind conviețuirea socială, înscrise în capitolul IV, titlul IX, art. 317, Codul penal, partea specială și constă în fapta persoanei de a răspândi idei cu caracter naționalist șovin ori de a ațâța ura de rasă sau națională, dacă fapta nu constituie infracțiune contra siguranței statului (prevăzută în art. 166, Codul penal).

## Citate
Într-un interviu acordat de Sergiu Celibidache postului de radio Europa Liberă, în 1995, el a făcut următoarea remarcă:
„Noi nu putem cu o conștiință să percepem două fapte în același timp (…) Impresia sonoră nu e muzică, muzica n-are nimic de a face cu sunetul, dar muzica nu poate să se materializeze fără sunet. Nu există predispoziții… că «românul este cel mai talentat»… astea-s niște prostii îngrozitoare. Eu cred în talentul românesc, dar detest șovinismul românesc!” 
În cazul națiunilor, chiar respingerea noțiunii de valori universal valabile a tins uneori să inspire un naționalism și șovinism agresiv, glorificarea intransigentei autoafirmări individuale ori colective. 	

## Legături externe
- Codul penal, Art. 363 - Propaganda naționalist-șovină Arhivat în 24 octombrie 2014, la Wayback Machine., codpenal.ro